# درای پرنگ (لوئیزیانا)
درای پرنگ (به انگلیسی: Dry Prong) شهری در ایالت لوئیزیانا کشور ایالات متحده آمریکا است که جمعیت آن در سرشماری سال ۲۰۱۰ میلادی، ۴۳۶ نفر بوده‌است.